# Кеншо-Мару
Кеншо-Мару (Kensho-Maru) — судно, яке під час Другої світової війни брало участь в операціях японських збройних сил в архіпелазі Бісмарка та Мікронезії.

## Передвоєнна історія
Кеншо-Мару спорудили в 1938 році на верфі Tama Zosensho в Тамі на замовлення компанії Inui Kisen.
14 вересня 1940-го судно реквізували для потреб Імперського флоту Японії.
Відомо, що в серпні — вересні 1941-го Кеншо-Мару працювало у водах Мікронезії (японські підмандатні острови), після чого повернуло до Японії.

## Рейси до Мікронезії та архіпелагу Бісмарка
2 грудня 1941-го судно прибуло на атол Трук у центральній частині Каролінських островів (тут ще до війни створили потужну базу японського ВМФ, з якої до лютого 1944-го провадились операції в цілому ряді архіпелагів), а 3—8 грудня 1941-го витратило на перехід до атола Кваджелейн (Маршаллові острови), з якого 17—27 грудня пройшло до Йокосуки.
8 січня 1942-го судно знову вирушило на Маршаллові острови, при цьому пройшло з Йокосуки напряму на Кваджелейн, куди прибуло 19 числа. Вже 23 січня воно попрямувало до архіпелагу Бісмарка та 28 січня було в Рабаулі, захопленому японським десантом менш ніж тиждень тому (надалі в цьому містечку створять головну передова базу, з якої два роки провадитимуть операції на Соломонових островах та сході Нової Гвінеї). 12 лютого Кеншо-Мару полишило Рабаул та пройшло через Трук, Сайпан та Тініан (Маріанські острови) до Японії, куди прибуло 6 березня.
Уже 13 березня 1942-го судно вийшло в новий рейс до Мікронезії. Його шлях лежав повз Мінамі-Торішиму (острови Огасавара) до Уейку (тут Кеншо-Мару зробило зупинку 21—22 березня) та Кваджелейну. Цього разу Кеншо-Мару відвідало також інші атоли Маршаллових островів — Вотьє та Малоелап, 18 квітня вирушило у зворотний перехід й пройшло через Сайпан і Мінамі-Торішиму до все тієї ж Йокосуки, якої досягнуло 6 травня.
16 травня 1942-го почався черговий рейс, при цьому вихідним пунктом став порт Шібаура. Кеншо-Мару пройшло через Сайпан і Трук та 31 травня прибуло до Маршаллових островів на атол Джалуїт, звідки тієї ж доби вийшло в напрямку Рабаулу. 4—8 червня воно перебувало на цій базі, а 22 червня вже досягнуло Йокосуки, пройшовши на зворотному шляху через Трук та Сайпан.
Наприкінці червня 1942-го Кеншо-Мару стало на одномісячний ремонт на корабельні Mitsui Engineering and Shipbuilding у Тамано, після чого кілька тижнів провело в рейсах водами Японського архіпелагу, де відвідало порти Явата, Осака, Токіо, Йокосука.

## Рейси на Маршаллові острови
16 серпня 1942-го Кеншо-Мару вийшло з Йокосуки, пройшло 24 серпня через Уейк та за три дні прибуло на Кваджелейн. У цьому поході воно також побувало на атолах Вотьє, Малоелап, Мілі та Джалуїт, а 24 вересня повернулось до Йокосуки.
Упродовж наступних п'яти місяців Кеншо-Мару виконало ще три рейси за маршрутом Йокосука — Маршаллові острови — Йокосука, які тривали з 5 жовтня по 16 листопада 1942-го, з 26 листопада 1942-го по 4 січня 1943-го та з 16 січня по 2 березня 1943-го.
Під час останнього з цих походів уже на підході до Японії судно 1 березня зазнало навігаційної аварії поблизу Омаєзакі, проте протягом доби за допомогою інших кораблів було зняте з мілини. Це потягнуло за собою ремонт, який провели в Йокогамі з 12 березня по 30 квітня.

## Нові рейси до Мікронезії
6—15 травня 1943-го Кеншо-Мару перейшло з Йокосуки на Трук у складі конвою № 3508. Невдовзі по цьому воно рушило на схід і майже два місяці провело в рейсах між атолами Маршаллових островів. 4—8 липня у складі невеликого конвою воно перейшло з Кваджелейну на Трук, далі пройшло на Сайпан і 1 серпня досягнуло Йокосуки.
Цілий місяць судно курсувало між Йокогамою та Йокосукою, а 2—17 вересня 1943-го "Кеншу-Мару" прослідувало на Трук в конвої № 3902. Наступним був перехід у складі конвою № 7081 до Палау (важливий транспортний хаб на заході Каролінських островів), звідки 22—27 жовтня Кеншо-Мару пройшло до японського порту Саєкі разом з конвоєм FU-201.
13—24 листопада 1943-го Кеншо-Мару перейшло з Йокосуки на Трук у складі конвою № 3113. Після цього 14 грудня воно знову рушило на Кваджелейн у конвої № 5142 та прибуло в пункт призначення 19 грудня. Ввечері того ж дня на цей атол почались авіанальоти, під час яких 20 грудня Кеншо-Мару зазнало важких пошкоджень від бомб і втратило здатність самостійно пересуватись. 29 січня — 4 лютого 1944-го Кеншо-Мару привели на Трук на буксирі в Момокава-Мару (конвой № 6283), де на ньому провадили аварійне відновлення за допомогою ремонтного судна «Акасі».
17 лютого 1944-го американське авіаносне угруповання завдавало потужного удару по Труку (операція «Хейлстоун») та змогло знищити в цьому рейді кілька бойових кораблів та близько трьох десятків інших суден. «Кеншо-Мару» було уражене двома 454-кг бомбами, скинутими літаками з авіаносців USS Yorktown та USS Essex, загорілось, проте одразу не затонуло. 18 лютого воно було знову атаковане та уражене торпедою, яку скинув літак з авіаносця USS Bunker Hill. Крім того, інший літак вдало скинув підвісний паливний бак, що підсилило пожежу. Все це в підсумку призвело до загибелі «Кеншо-Мару».